# Zemplínske Jastrabie
Zemplínske Jastrabie (in ungherese Magyarsas) è un comune della Slovacchia facente parte del distretto di Trebišov, nella regione di Košice.